# Bocchinae
Bocchinae es una subfamilia de insectos de la familia Dryinidae. Hay alrededor de 60 especies en 7 géneros de distribución mundial. Parasitan a Issidae y algunos Cicadellidae.

## Géneros
- Bocchus Ashmead, 1893
- Mirodryinus Ponomarenko 1972
- Radiimancus Moczar 1983b
- Mystrophorus Förster 1856